# Pivovar Eggenberg

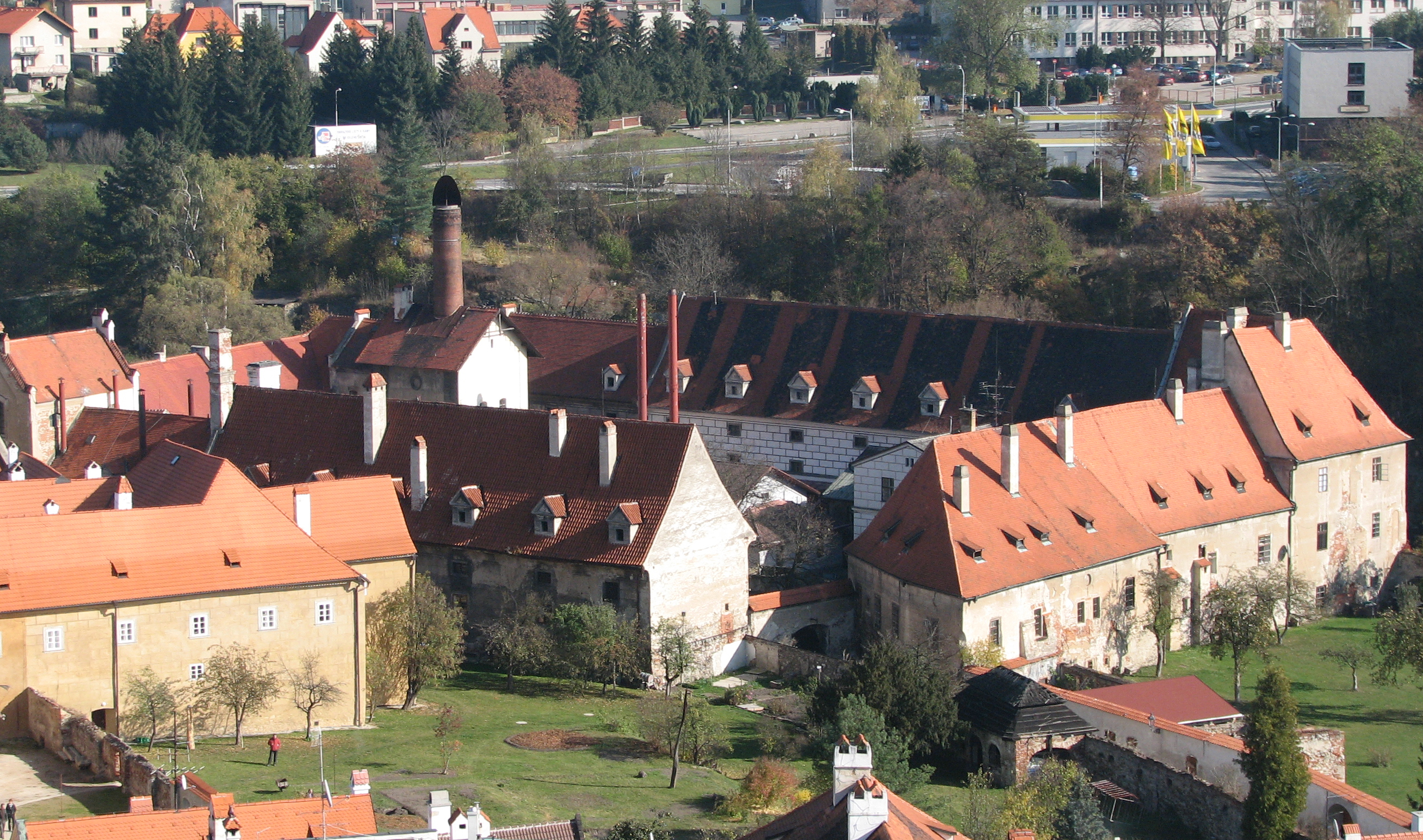
Nhà máy bia Pivovar Eggenberg

Pivovar Eggenberg là nhà máy bia lâu đời tọa lạc tại Český Krumlov, Cộng hòa Séc.

## Lịch sử
Ngành sản xuất bia ở Český Krumlov có từ năm 1336. Dòng họ Rosenberg mua lại nhà máy bia trong thị trấn vào năm 1522 và dời đến vị trí hiện tại vào khoảng năm 1625 đến 1630. Năm 1622, dòng họ Eggenberg quản lý nhà máy và năm 1628, Hans Ulrich von Eggenberg được Ferdinand II phong là Công tước của Krumau. Do đó, dòng họ này vừa sở hữu lâu đài Český Krumlov, vừa sở hữu nhà máy bia. Năm 1717 người thừa kế cuối cùng của dòng họ Eggenberg đã qua đời chỉ mới 13 tuổi, sau đó quyền sở hữu và tài sản của Eggenberg được chuyển giao cho Nhà Schwarzenberg. Nhà Schwarzenberg bắt đầu hiện đại hóa nhà máy bia vào năm 1719 và tái thiết nhà máy theo phong cách Baroque.
Thiết bị và máy móc của nhà máy bia được nâng cấp dưới thời Schwarzenbergs. Khối lượng sản xuất tăng đáng kể trong thời kỳ này, đạt gần 35.000hl vào cuối thế kỷ 19. Hoa bia trồng tại điền trang Postoloprty.

## Tịch thu nhà máy bia
Năm 1940, nhà máy bia bị Đức Quốc xã chiếm giữ, và tất cả các tài sản khác của Adolph Schwarzenberg đều nằm trong tầm ngắm của Đệ tam Đế chế.
Sau Chiến tranh thế giới thứ hai , chính phủ Tiệp Khắc dưới thời Edvard Beneš vẫn duy trì hoạt động trưng thu của Đức Quốc xã và tịch thu nhà máy bằng sắc lệnh Beneš.

## Tư nhân hóa
Vào tháng 9 năm 1991, trong một cuộc đấu giá, hai doanh nhân khét tiếng Jiří Shrbený và František Mrázek đã mua nhà máy bia được bán với giá 75 triệu CSK. Ông Mrazek bị ám sát vào năm 2006. Vào ngày 16 tháng 5 năm 2008, thẩm phán Josef Šimek tuyên bố phá sản nhà máy bia Pivovar Eggenberg.